# Municipio de Ixtacuixtla de Mariano Matamoros
El municipio de Ixtacuixtla de Mariano Matamoros es un municipio en México, ubicado al poniente del estado de Tlaxcala. Su cabecera es la Villa Mariano Matamoros. El municipio es parte de la Zona Metropolitana de Puebla-Tlaxcala.

## Toponimia
La palabra ixtacuixtla que da nombre al municipio, proviene de la palabra náhuatl iztacuixtlan. Esta, a su vez, se integra con los siguientes vocablos: iztac que significa blanco, cuixin que quiere decir "gavilán” así como de la terminación tlan, que denota lugar. Así iztacuixtlan significa "lugar de gavilanes blancos".

## Geografía
Ixtacuixtla limita al norte con el municipio de Españita y Hueyotlipan, al este con el municipio de Panotla, al sur al sur con el municipio de Tepetitla de Lardizábal; al sureste con el municipio de Santa Ana Nopalucan, Al oeste con el Estado de Puebla, específicamente con los municipios de Tlahuapan, San Matías Tlalancaleca, San Salvador el Verde, y al suroeste con San Martin Texmelucan.

## Historia
La época prehistórica en Tlaxcala ha sido abordada con base a una clasificación que resalta los elementos culturales, definiendo determinadas fases o periodos. En este contexto, tenemos que el establecimiento de los primeros grupos pre-agrícolas, se les ha identificado en el periodo conocido como Tzompantepec; este va aproximadamente del año 1700-1800 al 1200 a. C. Para esta fase, se observan ya asentamientos en lo que actualmente es el área de influencia del municipio de San Felipe Ixtacuixtla.
Aunque no se puede establecer un área geográfica definida, podemos apuntar que los asentamientos se ubican hacia el sur de Huamantla, al este de Santa María Tocatlán, al sudeste de Tzompantepec, oeste de Tepeyanco, sudoeste de Muñoz y de Xipetzingo, sudoeste de Tlaxcala, norte de Santiago Coltzingo y sur de San Felipe Ixtacuixtla. Cabe mencionar que, durante esta fase, además de los elementos culturales propios, en los asentamientos coexisten otros materiales que suponemos corresponden a familias dispersas diseminadas en toda el área que habitaban al lado de campos de cultivo o en forma aislada; materiales que, sin lugar a dudas, pertenecen a sitios con ocupación más tardía.
El aumento de la población no se da en forma repentina, sucede de forma gradual y constante. Se tienen evidencias de la existencia de asentamientos en la zona de influencia del bloque Nativitas: San Juan Huactzinco, Zacualpan y San Rafael Tenanyecac, así como en las inmediaciones de San Martín Texmelucan, lo que hace suponer que debieron existir sitios menores en lo que es actualmente el territorio del municipio de Ixtacuixtla. Se puede afirmar, dadas las condiciones que presentan los asentamientos en Tezoquipan y Tezoquipan del Valle, así como la posición estratégica del bloque Nativitas, que el área que comprende el actual municipio de Ixtacuixtla, jugó un papel importante en la consolidación de los asentamientos humanos, durante este periodo.
En la periferia de los centros de población fortificados, se ubican una serie de asentamientos pequeños: en la región de Ixtacuixtla se ubicó un pueblo en el área que actualmente ocupa el cerrito de San Antonio de Atotonilco. Uno de estos asentamientos se ubicó, a dos leguas de la ciudad de Tlaxcala. Se conoce con el nombre de San Felipe y se ubica actualmente en el municipio de San Felipe Ixtacuixtla. Ixtacuixtla es uno de los 14 pueblos que fueron considerados como cabecera de señorío. Su ubicación estratégica dentro del bloque Nativitas, en las colindancias con Huexotzinco y la región de Calpulalpan le confieren significativa importancia. La última fase, conocida como Tlaxcala, comprende el periodo que va del año 1100 d. C., a la llegada de los españoles y se caracteriza por el liderazgo de los cuatro señoríos. Ixtacuixtla está bajo la influencia del señorío de Quiahuixtlán.
La Colonia.- El convento de San Felipe Ixtacuixtla, se construye a partir de una petición del cabildo en 1554, en la cual proponían cuatro emplazamientos: Ixtacuixtla, Hueyotlipan, Huamantla y Atzoman; esta última fue abandonada a favor de Santa Ana Chiautempan.
En 1585, el convento de San Felipe ya se había terminado de construir, pero la iglesia estaba en proceso, mientras tanto la capilla abierta cumplía con las funciones de ésta. A principios del siglo XVII, los frailes del convento de Ixtacuixtla, atendían a los pueblos cercanos de La Trinidad, San Pedro, San Mateo, San Cristóbal, Santa Ana, Santa Inés y Santa Justina, estas poblaciones menores contaban con sus iglesias de visita. En el convento vivían tres religiosos que se sostenían de limosnas que les daban.
Hacia 1779 el curato de San Felipe Ixtacuixtla y los pueblos que lo componen: La Santísima Trinidad Tenexyecac, Santa Ana Nopalucan, Santa Inés Tecuexcomac y Santa Justina; no gozaron de tierras de comunidad.

## Localidades
| Localidad                                    | Población                                                                | Imagen                                   |
| -------------------------------------------- | ------------------------------------------------------------------------ | ---------------------------------------- |
| Villa Mariano Matamoros (cabecera Municipal) | Población Hombres: 3,316 Población Mujeres: 3,360 Población Total: 6,946 | Iglesia de Villa Mariano Matamoros       |
| Santa Justina Ecatepec                       | Población Hombres: 2,435 Población Mujeres: 2,687 Población Total: 5,122 |                                          |
| San Antonio Atotonilco                       | Población Hombres: 2,326 Población Mujeres: 2,330 Población Total: 4,656 |                                          |
| San Diego Xocoyucan                          | Población Hombres: 1,963 Población Mujeres: 2,213 Población Total: 4,176 | Iglesia de San Diego Xocoyucan           |
| Santa Inés Tecuexcomac                       | Población Hombres: 1,488 Población Mujeres: 1,591 Población Total: 3,079 |                                          |
| La Trinidad Tenexyecac                       | Población Hombres: 1,585 Población Mujeres: 1,725 Población Total: 3,310 |                                          |
| San Antonio Tizostoc                         | Población Hombres: 1,038 Población Mujeres: 1,092 Población Total: 2,130 | Iglesia de San Antonio Tizostoc          |
| Santa Cruz El Porvenir                       | Población Hombres: 757 Población Mujeres: 828 Población Total: 1,585     | Iglesia de Santa Cruz El Porvenir        |
| San Gabriel Popocatla                        | Población Hombres: 734 Población Mujeres: 771 Población Total: 1,505     |                                          |
| Alpotzonga de Lira y Ortega                  | Población Hombres: 611 Población Mujeres: 560 Población Total: 1,171     | Iglesia de Alpotzonga de Lira y Ortega   |
| San Antonio Tecoac                           | Población Hombres: 525 Población Mujeres: 527 Población Total: 1,052     | Iglesia de San Antonio Tecoac            |
| Espíritu Santo                               | Población Hombres: 373 Población Mujeres: 376 Población Total: 749       | Iglesia de Espíritu Santo                |
| Santiago Xochimilco                          | Población Hombres: 326 Población Mujeres: 302 Población Total: 628       | Iglesia de Santiago Xochimilco           |
| San Marcos Jilotepec                         | Población Hombres: 292 Población Mujeres: 266 Población Total: 558       | Iglesia de San Marcos Jilotepec          |
| Santa Rosa de Lima                           | Población Hombres: 214 Población Mujeres: 206 Población Total: 420       | Iglesia de Santa Rosa de Lima (Tlaxcala) |
| San Miguel la Presa                          | Población Hombres: 214 Población Mujeres: 185 Población Total: 399       | Iglesia de San Miguel la Presa           |
| San Juan Nepopualco                          | Población Hombres: 151 Población Mujeres: 167 Población Total: 318       | Iglesia de San Juan Nepocualco           |
| La Caridad Cuaxonacayo                       | Población Hombres: 165 Población Mujeres: 200 Población Total: 365       | Iglesia de La Caridad Cuaxonacayo        |
| La Soledad                                   | Población Hombres: 133 Población Mujeres: 136 Población Total: 269       | Iglesia de La Soledad                    |

## Personas destacadas
- Miguel Guridi y Alcocer[7]
- Mariano Matamoros